# Silvano Micele
Silvano Mario Micele (Potenza, 23 dicembre 1936) è un politico italiano.